# Ruta de Entner-Doudoroff

Diagrama de la vía Entner-Doudoroff (KDPG: 2-ceto-3-desoxi-6-fosfogluconat)

La ruta de Entner-Doudoroff es una ruta metabólica alternativa que cataboliza glucosa a piruvato usando una serie de enzimas distintos a la glucólisis y a la ruta de la pentosa fosfato. La inmensa mayoría de las bacterias utilizan la glucólisis y la vía pentosa fosfato, y esta es una vía secundaria. Fue descrita por primera vez en 1952 por Michael Doudoroff y Nathan Entner.
Las características distintivas de la ruta Entner-Doudoroff son exclusivas de un número reducido de microorganismos carentes de la ruta Embden-Meyerhof. El 6-fosfogluconato puede deshidratarse a 2-ceto-3-desoxi-6-fosfogluconato. Este compuesto puede desdoblarse luego en piruvato y gliceraldehído-3-fosfato mediante una aldolasa. Mediante esta ruta se produce menos NADPH que en situación en la que el 6-fosfogluconato es descarboxilado a ribulosa-5-fosfato. Adicionalmente, el gliceraldehído-3-P se oxida a piruvato por la vía de Embden-Meyerhof, descarboxilándose en ambos casos el piruvato y originando acetato.
El resultado general de la ruta Etner Doudoroff es el siguiente:
Glucosa (C6) + ADP + NAD+ + NADP+ => 2 piruvato (C3) + ATP + NADH + NADPH + 2H+
los NADH (poder reductor) se dirigen a la cadena transportadora de electrones, produciendo por cada mol de NADH
1.5 mol de ATP.

Hay unas pocas bacterias que sustituyen la glucólisis clásica con la vía de Entner-Doudoroff. Pueden carecer de enzimas esenciales para la glucólisis, como fosfofructoquinasa-1 . Esta vía se encuentra generalmente en Pseudomonas , Rhizobium , Azotobacter , Agrobacterium , y algunos otros géneros Gram-negativas. Muy pocas bacterias Gram-positivas tienen esta vía, con Enterococcus faecalis siendo una rara excepción.
La mayoría de los organismos que utilizan la vía son aerobios , debido a la baja producción de ATP por glucosa.
- Pseudomonas ,[4] un género de bacterias Gram-negativas

- Azotobacter ,[5] un género de bacterias Gram-negativas

- Rhizobium ,[6] un género de bacterias Gram-negativas

- Agrobacterium ,[7] un género de bacterias Gram-negativas

- Escherichia coli ,[4] una bacteria Gram-negativa
- Enterococcus faecalis ,[8] una bacteria Gram-positiva
- Zymomonas mobilis ,[3] una bacteria Gram-negativos anaerobios facultativos
- Xanthomonas campestris ,[9] una bacteria Gram negativa que utiliza esta vía como camino principal para el suministro de energía.
- Hordeum vulgare, La cebada utiliza el camino de Entner-Duodoroff.[10]

El uso de la ruta de Entner Doudoroff entre otras plantas como musgos y helechos también es probablemente generalizado basado en el análisis preliminar de los datos de secuenciación.